# آلبرت پرینس (بازیکن فوتبال)
آلبرت پرینس (انگلیسی: Albert Prince؛ زادهٔ ۱ ژانویهٔ ۱۸۹۵) بازیکن فوتبال اهل بریتانیا است.
از باشگاه‌هایی که در آن بازی کرده‌است می‌توان به باشگاه فوتبال منچستر یونایتد اشاره کرد.